# Sankt-Georgen-Hospital (Templin)

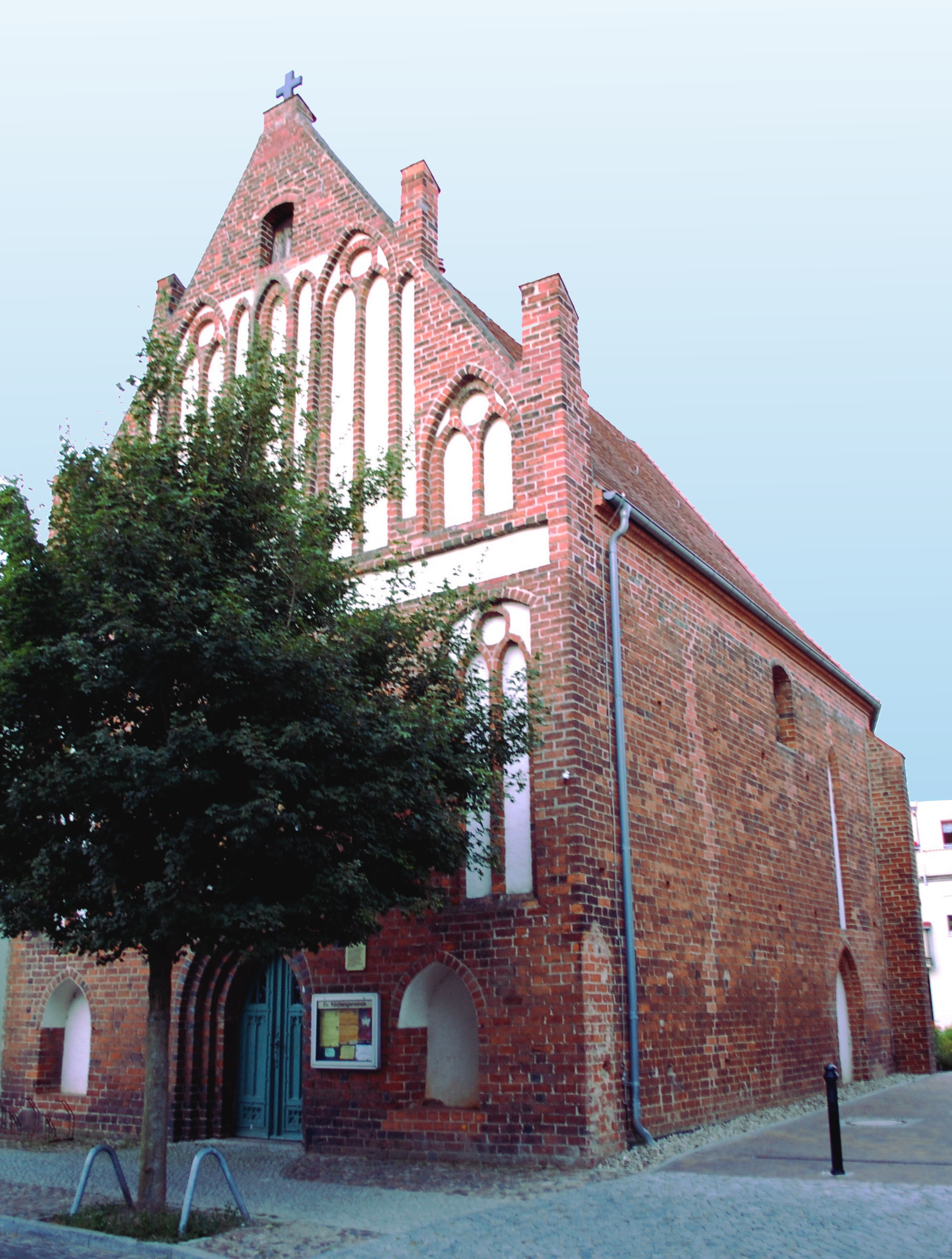
Sankt-Georgen-Hospital

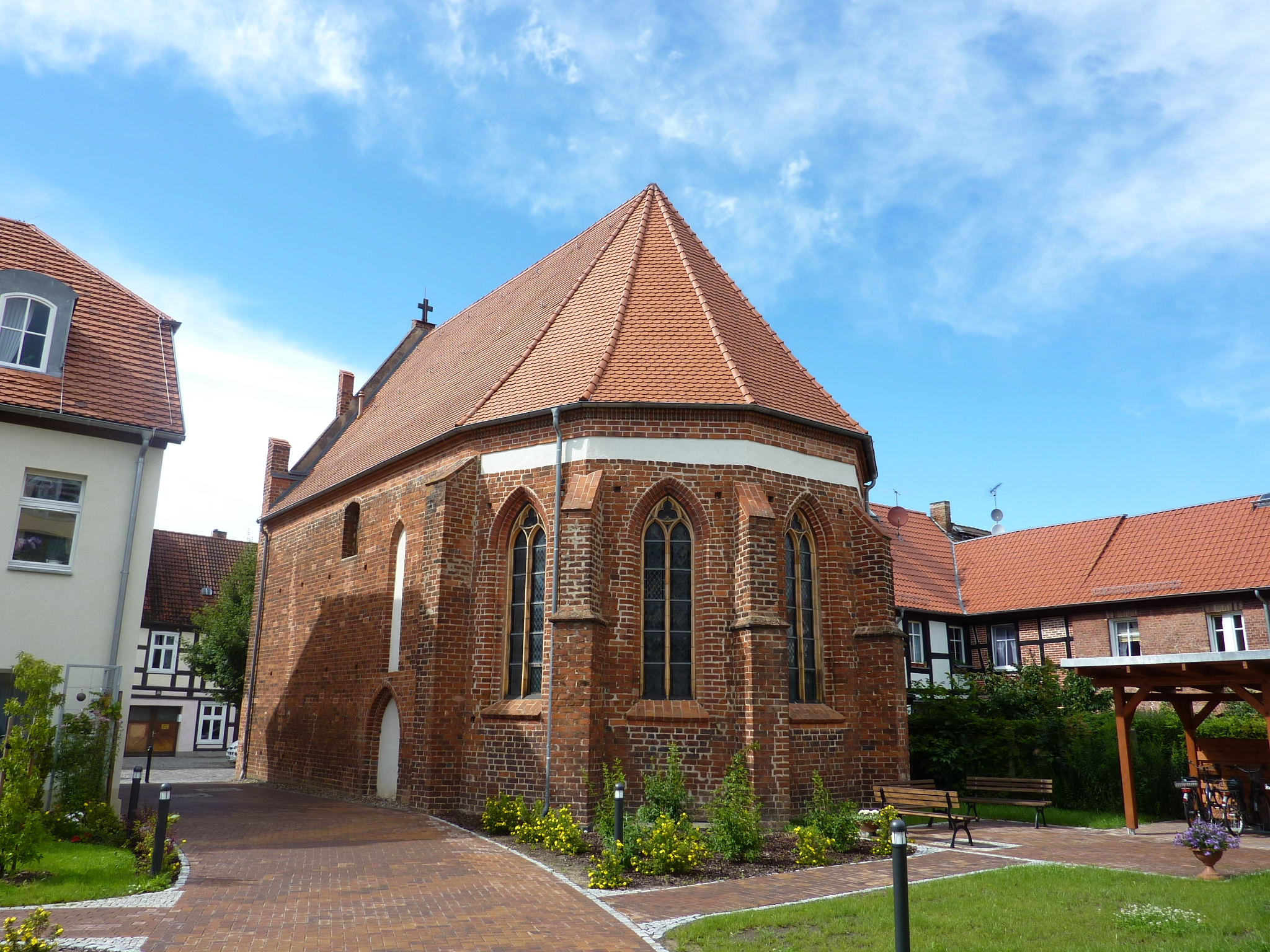
Ostseite

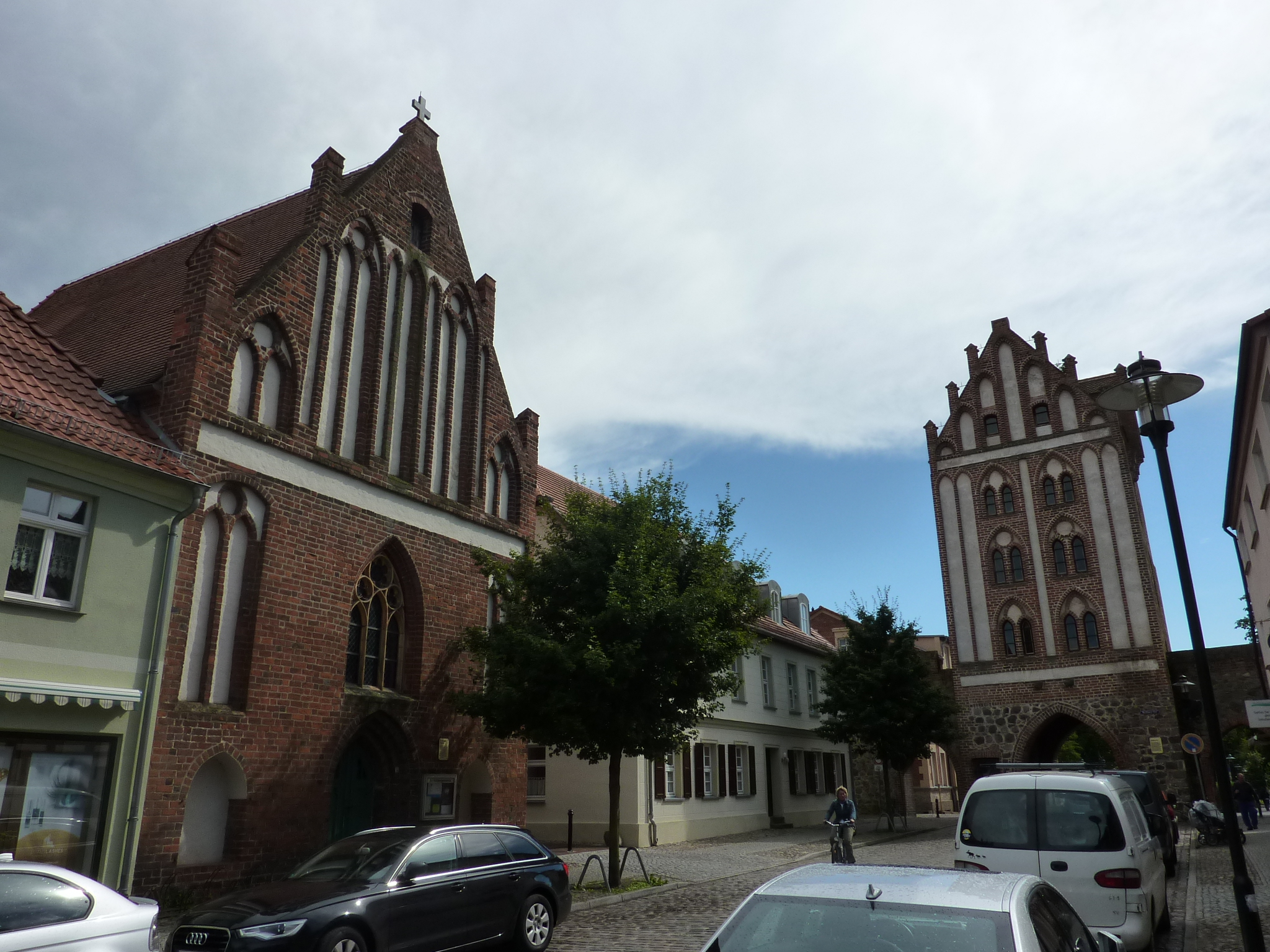
Blick von Norden, im Hintergrund das Berliner Tor

Das Sankt-Georgen-Hospital ist ein denkmalgeschütztes ehemaliges Hospital in Templin in Brandenburg, von dem insbesondere die Hospitalkapelle, die Sankt-Georgen-Kapelle erhalten ist.

## Lage
Es befindet sich im südlichen Teil der Templiner Altstadt, auf der Ostseite der Berliner Straße unweit nördlich des Berliner Tors an der Adresse Berliner Straße 5.

## Geschichte
Die Kapelle, das älteste erhaltene Gebäude der Stadt, hat die mehrfachen Stadtbrände (unter anderen 1735) und auch die Beschlagnahme durch französische Truppen Napoleons, bei der dieser Bau als Pferdestall benutzt wurde, gut überstanden. Doch der anschließende Verfall des seitdem ungenutzten Gebäudes gefährdete das Bauwerk und wurde um die Mitte des 19. Jahrhunderts nur durch die Bemühungen der Superintendenten Neumann und Bartsch sowie des Pastors Johann Gottfried Niedlich (1805–1872) aufgehalten. So konnte nach einer 1862 bis 1866 durchgeführten Wiederherstellung der gottesdienstliche Gebrauch wieder aufgenommen werden. Eine „St.-Georgen-Stiftung“ unterstützt seit dem 19. Jahrhundert die Bauunterhaltung, seit 1976 ist der Landesausschuss für Innere Mission in Berlin-Brandenburg Rechtsträger der Kapelle, während der evangelischen Kirchengemeinde Templin die Nutzung zusteht. Daneben feierte schon im 18. Jahrhundert die französisch-reformierte Gemeinde am Ort und bis 1886 auch die katholische Gemeinde hier Gottesdienste.
Das an die Kapelle angrenzendes Altenpflegeheim setzt die Tradition des Hospitals auch heute fort. Der ehemalige zum Hospital gehörende Friedhof wird als Garten genutzt.

## Architektur
Die aus Backsteinen errichtete Kapelle des Hospitals entstand vermutlich im späten 14. Jahrhundert. Sie wurde möglicherweise durch Franziskaner betrieben.
Der einschiffige Kirchenraum umfasst zwei Joche mit Polygonalabschluss. Die Kapelle ist mit ihrer Giebelseite zur Straße hin ausgerichtet. Auf dieser Seite befindet sich auch mittig der Eingang, der als dreifach gestuftes spitzbogiges Portal ausgeführt ist. Die Gewände des Portals bestehen aus glasierten und unglasierten Ziegeln im Wechsel. Oberhalb des Portals befindet sich ein dreibahniges Maßwerkfenster, seitlich hiervon sind niedrige Spitzbogenblenden und über ihnen Doppellanzettenblenden angeordnet. Am Giebel selbst sind schlanke Blenden eingearbeitet. Bekrönt wird er von fragmentierten Fialen.
Das Polygon des Chors wird von Strebepfeilern gestützt.
Das Innere der Kapelle wird von zwei Kreuzrippengewölben überspannt. Der Chor hat ein 5/10tel-Polygonalgewölbe. Die Rippen sind rot gefasst und ruhen auf Blattwerkkonsolen. Die Seitenwände sind mit jeweils doppelt angeordneten Lanzettenblenden versehen. Der Chor verfügt über Maßwerkfenster. Sie bestehen aus Doppellanzetten, die von genasten Dreipässen bekrönt werden.

## Ausstattung

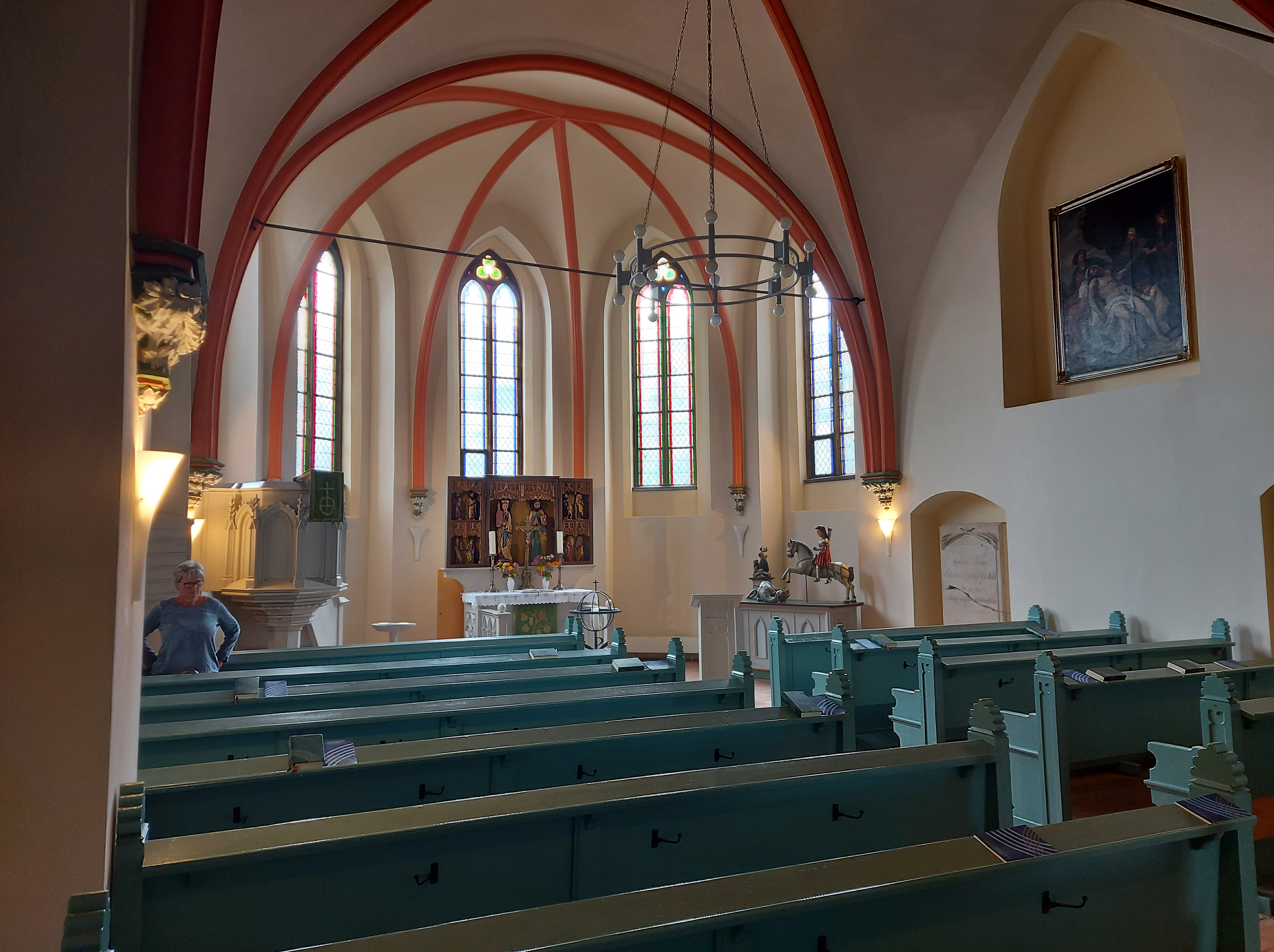
Innenansicht

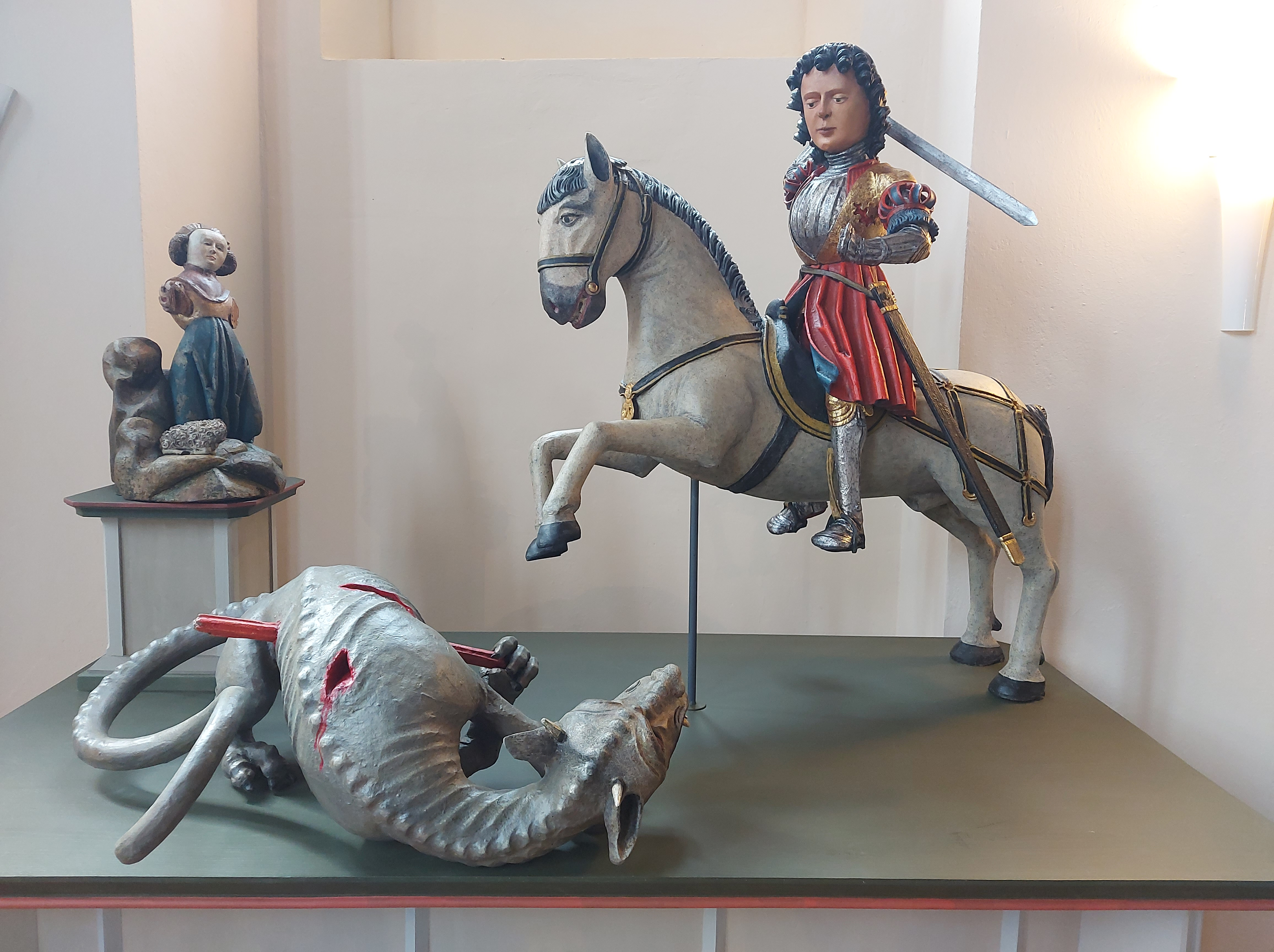
Georgsgruppe

Neben dem Mobiliar aus der Zeit der Wiedereröffnung um 1866 (Westempore, Kanzel, Altarschranken, Taufständer, Gemeindegestühl) bewahrt die Kapelle einige bemerkenswerte Kunstwerke:
Die Herkunft des spätgotischen Schnitzaltars, der wegen der wechselvollen Geschichte der Kirche wohl kaum zum ursprünglichen Inventar gehört, ist unbekannt. Für die örtliche Überlieferung, das Flügelretabel stamme aus einer ehemals vor den Toren der Stadt gelegenen Gertrudenkapelle, spricht wenig.
Gehäuse und Disposition des mit 10 Heiligenfiguren ausgestatteten Retabels, dem heute unüblicherweise ein zentrales Motiv fehlt, ist sicher nicht original. Die großen Figuren im Mittelschrein stellen wohl die Hl. Barbara und den Apostel Thomas (?) dar. Auf dem linken Flügel sind die Apostel Jakobus der Jüngere und Petrus (?), darunter nochmal die Hl. Barbara (?) und eine weitere Heilige (Katharina?) zu sehen, auf der rechten Seite der Hl. Pantaleon in orientalischer Tracht und die Hl. Hedwig, darunter der Erzengel Michael, daneben die mildtätigen Heiligen Hedwig und Elisabeth von Thüringen.
Von besonderer Qualität ist eine Skulpturengruppe aus dem Anfang des 16. Jahrhunderts, die den Hl. Georg als Drachentöter nach einer mittelalterlichen Legende in Szene setzt: der Ritterheilige rettet eine Königstochter, die einem Drachen als Opfer bestimmt war, indem er diesen besiegt und dadurch die von dem Untier bedrohte Stadt zum Christentum bekehrt.
Das spätmittelalterliche Andachtsbild eines holzgeschnitzten Christus in der Rast, das den Schmerzensmann sitzend nach seiner Verurteilung zeigt, ist in einer Nische der Südwand aufgestellt.
An der Südwand hängt auch eine gute Kopie des Gemäldes der Beweinung Christi von Anthonis van Dyck, das sich in der Königlichen Gemäldegalerie zu Berlin befand. Die Kopie wurde Johann Gottfried Niedlich (1766–1837), einem Zeichenlehrer an der Berliner Kunstakademie und Vater des gleichnamigen, oben erwähnten Templiner Pastors gemalt.
Ein Inschriftengrabstein erinnert an die im Jahr 1803 verstorbene Ernestina Sophia Dennstaedt, Gattin eines beliebten Templiner Bürgermeisters.